# Зекарский перевал (Малый Кавказ)
Зека́рский перева́л (груз. ზეკარა) — перевал через Месхетский хребет (самый северный из Малого Кавказа) в Грузии, расположенный в истоках рек Ханисцкали.
Через Зекарский перевал идёт дорога из Кутаиси (через курорт Зекари на северном склоне хребта) в горный курорт Абастумани (на южном склоне), которая соединена далее с магистралью Батуми — Ахалцихе.
Находится на границе краев Грузии Имеретии (Багдатский муниципалитет) и Самцхе-Джавахети (Адигенский муниципалитет).